# Guntmadingen
Guntmadingen is een plaats en voormalige gemeente  in het Zwitserse kanton Schaffhausen.
Guntmadingen telt 248 inwoners. Op 1 januari 2013 werd Guntmadingen opgenomen in de gemeente Beringen.